# باتريك بوتهاوزن
باتريك بوتهاوزن (بالهولندية: Patrick Pothuizen)‏ (15 مايو 1972 بكولمبورخ في هولندا - ) هو لاعب كرة قدم هولندي في مركز الدفاع. لعب مع إن إي سي نيميخن وتفينتي أنشخيدة وفيتيسه آرنهم ونادي دوردريخت وDe Treffers ‏.

## روابط خارجية
- باتريك بوتهاوزن على موقع قاعدة بيانات كرة القدم.إي يو (الإنجليزية)
- باتريك بوتهاوزن على موقع Soccerway.com (الإنجليزية)
- باتريك بوتهاوزن على موقع عالم كرة القدم.نت (الإنجليزية)